# Seo-gu
Seo-gu es un distrito en el oeste de Daegu, Corea del Sur. Uno de los principales nexos de transporte, en un área atravesada por la Gyeongbu, Guma, 88 y Jungang autopistas. También está conectado a la región del centro y al condado de Dalseong por Daegu Línea 2 del metro. El ferrocarril Gyeongbu Line también pasa por Seo-gu, pero hay estaciones principales se encuentran allí.

Seo-gu se sitúa en el extremo occidental de la región urbanizada de Daegu. Está delimitada por el centro del distrito Jung-gu, al este, por Dalseo-gu al sur y Buk-gu, al norte, y por el área en gran parte rural de Dalseong-gun en el oeste. La mayor parte del tercio occidental de Seo-gu está ocupada por el distrito rural Sangjungi-dong.